# Gran Premio d'Ungheria 2025
Il Gran Premio d'Ungheria 2025 è stata la quattordicesima prova della stagione 2025 del campionato mondiale di Formula 1. La gara si è disputata domenica 3 agosto sul circuito dell'Hungaroring di Budapest, in Ungheria, ed è stata vinta dal britannico Lando Norris su McLaren-Mercedes, al nono successo in carriera; Norris ha preceduto all'arrivo il suo compago di squadra, l'australiano Oscar Piastri, e il britannico George Russell su Mercedes.
All'intero weekend di gara hanno assistito 300 000 spettatori, per il terzo Gran Premio d'Ungheria sul circuito dell'Hungaroring con il più alto numero di presenze, dietro al record dei 310 000 spettatori dell'edizione 2024 e ai 303 000 del 2023.

## Vigilia

### Aspetti tecnici
Per questo Gran Premio la Pirelli, fornitore unico degli pneumatici, offre la scelta tra gomme di mescola C3, C4 e C5, la seconda tipologia di mescole più morbide dell'intera gamma di coperture messe a disposizione dall'azienda italiana per il campionato. Fin dall'edizione 2023 del Gran Premio, la Pirelli ha stabilito sempre la stessa tipologia per questo appuntamento. Essa viene stabilita per la quinta volta in stagione, e per la prima volta dal Gran Premio d'Austria. Fino alla precedente edizione della gara la terna degli pneumatici sarebbe stata la più morbida possibile ma in questo campionato è stata introdotta la C6, la quale è troppo estrema per un tracciato con caratteristiche di densità di energia esercitata sui pneumatici per ogni giro.
La Federazione conferma le due tradizionali zone del Drag Reduction System in uso dall'edizione 2013 della gara quando l'organo mondiale dell'automobilismo decise di aumentare sul circuito dell'Hungaroring a due i tratti in cui utilizzare il dispositivo mobile. I piloti possono attivare l'alettone mobile posteriore sul rettilineo principale dei box e tra la curva 1 e la curva 2, il nuovo tratto aggiuntivo introdotto in seguito. Per entrambe le zone di attivazione è presente un unico punto per la determinazione del distacco fra piloti, posto prima della curva 14.
Rispetto all'edizione del 2024, il circuito è caratterizzato da alcune modifiche. L'Hungaroring continua a essere oggetto di una fase evolutiva; dopo il rifacimento dell’area del paddock nella precedente edizione, per questa gara le modifiche più importanti riguardano la pit lane e il rettilineo principale, le quali sono state riasfaltate, utilizzando 860 tonnellate di bitume, nonché il pit building e la tribuna centrale. La stesura dell’asfalto è stata eseguita cercando di ridurre al minimo le onde longitudinali in modo da garantire una consistenza uniforme. La striscia d'erba all'uscita della curva 5 è stata sostituita da una striscia di ghiaia. Nuovi blocchi di cemento con recinzioni sono stati installati alla curva 14 sul lato sinistro fino al ponte. La linea bianca è stata riallineata e ne è stata aggiunta una blu all'uscita della curva 7.
La Federazione stabilisce che qualsiasi pilota che non percorre correttamente l'uscita della curva 14 vede il tempo sul giro e immediatamente quello successivo invalidato dai commissari sportivi.

### Aspetti sportivi
Il Gran Premio rappresenta il quattordicesimo appuntamento della stagione a distanza di una settimana dalla tredicesima prova col Gran Premio del Belgio. Per la settima volta in stagione, il calendario prevede una prova a distanza di una settimana dall'altra. Il mondiale disputa il settimo appuntamento dell'anno in Europa, e il quarto consecutivo. Il Gran Premio d'Ungheria è la prima di due prove programmate in agosto e si disputa in questo mese per la prima volta dall'edizione 2021, ed è la seconda corsa della seconda parte di stagione. La gara ungherese in questo campionato è invertita col Gran Premio del Belgio, ed è programmata quale ultima prova prima della pausa estiva per la prima volta dalla stagione 2022. Il campionato disputa un appuntamento sulla tipologia di tracciato permanente per la sesta gara di fila. Il contratto per l'inserimento della gara nel calendario mondiale, sempre sul circuito dell'Hungaroring, è stato rinnovato nel mese di luglio 2023 fino alla stagione 2032. Il Gran Premio è sponsorizzato per la prima volta dalla multinazionale cinese Lenovo.
Il Gran Premio d'Ungheria vede la disputa della quarantunesima edizione, la quarantesima valida per il campionato mondiale di Formula 1 e sul circuito dell'Hungaroring. L'appuntamento è entrato a far parte del campionato del mondo nel 1986, portando per la prima volta la Formula 1 in quella che era ancora l’area del Patto di Varsavia; da allora è sempre stato presente nel calendario, anche nella stagione 2020 condizionata dalla pandemia di COVID-19, e si è sempre corso all'Hungaroring. Il tracciato ungherese è solamente dietro all'Autodromo nazionale di Monza, sede del Gran Premio d'Italia, per numero di edizioni ospitate consecutivamente nella storia del campionato mondiale.
Dopo la tredicesima gara del campionato, l'australiano Oscar Piastri della McLaren conduce la classifica piloti con 266 punti, sedici davanti al compagno di scuderia, il britannico Lando Norris, secondo, e 65 di margine dall'olandese Max Verstappen della Red Bull Racing. In classifica costruttori, la McLaren comanda la graduatoria con 516 punti, seguita dalla Ferrari con 248 e della Mercedes con 220. Verstappen disputa il duecentesimo Gran Premio con la Red Bull Racing e prende parte all'undicesimo Gran Premio d'Ungheria, mentre lo spagnolo Fernando Alonso dell'Aston Martin estende il record quale pilota con più partecipazioni a questo appuntamento, con ventidue.
L'estone Paul Aron (numero 97) prende parte alla prima sessione di prove libere del venerdì per la Sauber, al posto del tedesco Nico Hülkenberg, secondo l'obbligo per ogni scuderia di schierare, durante alcune sessioni di prove libere nel corso della stagione, un giovane pilota che ha corso nella sua carriera un massimo di due gare in Formula 1. Per questo campionato la normativa viene aumentata da una volta per ciascuna vettura a due volte. Lo spagnolo Fernando Alonso dell'Aston Martin non prende parte alla sessione in seguito ad un infortunio muscolare alla schiena. Egli viene sostituito dal pilota di riserva della scuderia, il brasiliano Felipe Drugovich, con il numero 34.
L'ex pilota di Formula 1, il britannico Derek Warwick, è nominato commissario aggiunto per la gara. Ha svolto già in passato tale funzione, l'ultima nel Gran Premio d'Austria. Warwick fu designato commissario aggiunto anche nelle edizioni del 2010, 2017, 2018, 2020 e 2022. È la casa automobilistica tedesca Mercedes a fornire la safety car e la medical car.

## Prove

### Resoconto
Prima dell'inizio della prima sessione di prove libere del venerdì, sulla vettura di Alexander Albon viene installata la seconda unità relativa al sistema di recupero dell'energia e alla centralina. Sulla vettura di Esteban Ocon e Nico Hülkenberg viene installata la seconda unità relativa alla centralina. Tutti e tre i piloti non sono penalizzati sulla griglia di partenza in quanto i nuovi componenti installati rientrano tra quelli utilizzabili nel numero massimo stabilito dal regolamento tecnico.
Al termine della seconda sessione, Max Verstappen viene convocato dai commissari sportivi per aver lanciato un asciugamano che si è trovato nell’abitacolo fuori dalla vettura dopo la curva 3. L'olandese della Red Bull Racing riceve un avvertimento.
Nella nottata del venerdì la Sauber rompe il coprifuoco per consentire ai meccanici le operazioni da completare sulle vetture. La scuderia svizzera non riceve sanzioni in quanto è la prima di due operazioni concesse per la durata del campionato secondo il regolamento sportivo.
Prima dell'inizio della terza sessione di prove libere del sabato, sulla vettura di Pierre Gasly viene installata la quinta unità relativa all'impianto di scarico. Il pilota francese dell'Alpine non è penalizzato sulla griglia di partenza in quanto i nuovi componenti installati rientrano tra quelli utilizzabili nel numero massimo stabilito dal regolamento tecnico.

### Risultati
Nella prima sessione del venerdì si è avuta questa situazione:
| Pos | Nº | Pilota          | Costruttore      | Tempo    | Gap    | Giri |
| --- | -- | --------------- | ---------------- | -------- | ------ | ---- |
| 1   | 4  | Lando Norris    | McLaren-Mercedes | 1'16"052 |        | 26   |
| 2   | 81 | Oscar Piastri   | McLaren-Mercedes | 1'16"071 | +0"019 | 30   |
| 3   | 16 | Charles Leclerc | Ferrari          | 1'16"269 | +0"217 | 28   |

Nella seconda sessione del venerdì si è avuta questa situazione:
| Pos | Nº | Pilota          | Costruttore      | Tempo    | Gap    | Giri |
| --- | -- | --------------- | ---------------- | -------- | ------ | ---- |
| 1   | 4  | Lando Norris    | McLaren-Mercedes | 1'15"624 |        | 27   |
| 2   | 81 | Oscar Piastri   | McLaren-Mercedes | 1'15"915 | +0"291 | 30   |
| 3   | 16 | Charles Leclerc | Ferrari          | 1'16"023 | +0"217 | 28   |

Nella sessione del sabato si è avuta questa situazione:
| Pos | Nº | Pilota          | Costruttore      | Tempo    | Gap    | Giri |
| --- | -- | --------------- | ---------------- | -------- | ------ | ---- |
| 1   | 81 | Oscar Piastri   | McLaren-Mercedes | 1'14"916 |        | 17   |
| 2   | 4  | Lando Norris    | McLaren-Mercedes | 1'14"948 | +0"032 | 20   |
| 3   | 16 | Charles Leclerc | Ferrari          | 1'15"315 | +0"399 | 17   |

## Qualifiche

### Resoconto
Charles Leclerc conquista la ventisettesima pole position in carriera e la prima dopo quella ottenuta nel Gran Premio d'Azerbaigian 2024. Per la Ferrari è la duecentocinquantaquattresima partenza in prima posizione della storia, la prima dopo quella conquistata nel Gran Premio di Città del Messico 2024 con Sainz, la nona complessiva nel Gran Premio d'Ungheria, e la prima dopo quella dell'edizione del 2017 con Sebastian Vettel. Piastri è secondo per la terza gara consecutiva del campionato. L'australiano parte dalla stessa posizione da dove ha poi ottenuto la prima vittoria in carriera nell'edizione precedente. Norris è terzo ed è la prima volta che è qualificato dietro al compagno di scuderia all'Hungaroring.
Russell è quarto e raggiunge la Q3 sul tracciato ungherese per la prima volta in carriera. L'Aston Martin, grazie alla quinta posizione di Alonso, eguaglia il miglior risultato in qualifica del campionato del Gran Premio dell'Emilia-Romagna, dopo che entrambe le vetture della scuderia britannica si sono qualificate nelle ultime due posizioni nel precedente Gran Premio del Belgio. Per Stroll, sesto, e per Bortoleto, settimo, è la miglior qualifica dell'anno. Ottavo, per Verstappen è la peggior qualifica del 2025. L'olandese ha vinto da dieci posizioni differenti ma mai dall'ottava posizione. Entrambe le Racing Bulls si qualificano alla Q3; per Hadjar è l'ottava presenza in Q3 ed è qualificato dietro al compagno Lawson per la terza volta. Bearman parte undicesimo, la stessa posizione in cui ha tagliato il traguardo nelle ultime quattro gare. Hamilton manca l'accesso al Q3 all'Hungaroring per la seconda volta dopo aver riscontrato un problema meccanico durante la Q1 dell'edizione 2014. Sainz è tredicesimo con la Williams che non parte nei primi dieci in Ungheria dall'edizione 2016. Colapinto è quattordicesimo ed è qualificato davanti al compagno Gasly per solamente la seconda volta in stagione. Per il francese è la terza eliminazione in Q1 negli ultimi quattro Gran Premi d'Ungheria. Antonelli è qualificato in quindicesima posizione dopo che l'ultimo giro in Q2 è stato cancellato per il mancato rispetto dei limiti del tracciato. Tsunoda è sedicesimo ed è eliminato nel corso della prima fase per la quarta volta nelle ultime otto gare. Hülkenberg è diciannovesimo ed eguaglia Stroll per il maggior numero di eliminazioni in Q1 dell'anno (9). Albon, ventesimo, è eliminato in Q1 per la seconda volta dopo il Gran Premio del Bahrein. Il thailandese parte in questa posizione per la prima volta dal Gran Premio dell'Emilia-Romagna 2022. 
Leclerc, alla quarantaduesima prima fila in carriera, la quarta della stagione e la prima nel Gran Premio d'Ungheria, è il diciottesimo pilota differente in pole position in questo appuntamento e all'Hungaroring, e il primo alla guida della Ferrari da Sebastian Vettel nell'edizione 2017. Il monegasco termina un digiuno di venti Gran Premi senza partenze al palo, e si schiera per la prima volta in prima fila sul tracciato ungherese. Leclerc è il quarto poleman diverso nelle ultime quattro edizioni della gara, e il quinto pilota differente a partire davanti a tutti in questo campionato. Egli è all'undicesimo posto tra i piloti col maggior numero di pole position nella storia del mondiale. La Ferrari eguaglia la Mercedes e la McLaren tra i costruttori con più pole position in Ungheria (9), ed è il quarto team dell'anno a partire in prima posizione. Leclerc e Piastri condividono la prima fila per la quarta volta. L'australiano ha ottenuto più vittorie partendo dal secondo posto in griglia (quattro) che dalla pole position (tre). Solamente 0"543 separano i primi dieci in Q3, per un nuovo record nella storia della Formula 1. Il precedente primato di 0"577 apparteneva all'edizione del 2022 e al Gran Premio del Brasile 2003.
Sono stati cancellati tre tempi dai commissari sportivi ai piloti per non aver rispettato i limiti della pista, durante le qualifiche. Si sono visti cancellare il tempo Franco Colapinto (curva 9), Andrea Kimi Antonelli (curva 14) e Lance Stroll (curva 9). Antonelli e George Russell (secondo giro in Q1) non ricevono sanzioni da parte dei commissari sportivi, per non aver rispettato le istruzioni stabilite dalla direzione gara. Entrambi i piloti hanno superato il tempo limite di un minuto e trenta secondi valevole tra la seconda linea della safety car e la prima di essa.

### Risultati
Nella sessione di qualifica si è avuta questa situazione:
| Pos                         | Nº | Pilota                | Costruttore                  | Q1       | Q2       | Q3       | Griglia |
| --------------------------- | -- | --------------------- | ---------------------------- | -------- | -------- | -------- | ------- |
| 1                           | 16 | Charles Leclerc       | Ferrari                      | 1'15"582 | 1'15"455 | 1'15"372 | 1       |
| 2                           | 81 | Oscar Piastri         | McLaren-Mercedes             | 1'15"211 | 1'14"941 | 1'15"398 | 2       |
| 3                           | 4  | Lando Norris          | McLaren-Mercedes             | 1'15"523 | 1'14"890 | 1'15"413 | 3       |
| 4                           | 63 | George Russell        | Mercedes                     | 1'15"627 | 1'15"201 | 1'15"425 | 4       |
| 5                           | 14 | Fernando Alonso       | Aston Martin Aramco-Mercedes | 1'15"281 | 1'15"395 | 1'15"481 | 5       |
| 6                           | 18 | Lance Stroll          | Aston Martin Aramco-Mercedes | 1'15"673 | 1'15"129 | 1'15"498 | 6       |
| 7                           | 5  | Gabriel Bortoleto     | Kick Sauber-Ferrari          | 1'15"586 | 1'15"687 | 1'15"725 | 7       |
| 8                           | 1  | Max Verstappen        | Red Bull Racing-Honda RBPT   | 1'15"736 | 1'15"547 | 1'15"728 | 8       |
| 9                           | 30 | Liam Lawson           | Racing Bulls-Honda RBPT      | 1'15"849 | 1'15"630 | 1'15"821 | 9       |
| 10                          | 6  | Isack Hadjar          | Racing Bulls-Honda RBPT      | 1'15"516 | 1'15"469 | 1'15"915 | 10      |
| 11                          | 87 | Oliver Bearman        | Haas-Ferrari                 | 1'15"750 | 1'15"694 | N.D.     | 11      |
| 12                          | 44 | Lewis Hamilton        | Ferrari                      | 1'15"733 | 1'15"702 | N.D.     | 12      |
| 13                          | 55 | Carlos Sainz Jr.      | Williams-Mercedes            | 1'15"652 | 1'15"781 | N.D.     | 13      |
| 14                          | 43 | Franco Colapinto      | Alpine-Renault               | 1'15"875 | 1'16"159 | N.D.     | 14      |
| 15                          | 12 | Andrea Kimi Antonelli | Mercedes                     | 1'15"782 | 1'16"386 | N.D.     | 15      |
| 16                          | 22 | Yūki Tsunoda          | Red Bull Racing-Honda RBPT   | 1'15"899 | N.D.     | N.D.     | PL      |
| 17                          | 10 | Pierre Gasly          | Alpine-Renault               | 1'15"966 | N.D.     | N.D.     | 16      |
| 18                          | 31 | Esteban Ocon          | Haas-Ferrari                 | 1'16"023 | N.D.     | N.D.     | 17      |
| 19                          | 27 | Nico Hülkenberg       | Kick Sauber-Ferrari          | 1'16"081 | N.D.     | N.D.     | 18      |
| 20                          | 23 | Alexander Albon       | Williams-Mercedes            | 1'16"223 | N.D.     | N.D.     | 19      |
| Tempo limite 107%: 1'20"475 |    |                       |                              |          |          |          |         |

In grassetto sono indicate le migliori prestazioni in Q1, Q2 e Q3.

## Gara

### Resoconto
Prima della gara, sulla vettura di Yūki Tsunoda viene installata la quinta unità relativa al motore a combustione interna, al turbocompressore, all'MGU-H e all'MGU-K, e la settima unità relativa all'impianto di scarico. Il pilota giapponese della Red Bull Racing, qualificatosi in sedicesima posizione, parte dalla pit lane in quanto i nuovi componenti della power unit sono stati installati sotto il regime di parco chiuso senza l'approvazione del delegato tecnico della Federazione.
Lando Norris vince il nono Gran Premio in carriera, la quinta gara stagionale e la prima dopo quella nel Gran Premio di Gran Bretagna. Per la McLaren è la duecentesima vittoria della propria storia, l'undicesima del campionato e la quarta consecutiva, la tredicesima complessiva nel Gran Premio d'Ungheria e all'Hungaroring, e la seconda consecutiva in questo appuntamento. Piastri è secondo, al ventiduesimo podio in carriera, il dodicesimo del campionato e il quarto consecutivo. L'australiano ha ottenuto in carriera otto vittorie e otto secondi posti. Russell chiude terzo, al ventunesimo podio della carriera e il sesto del 2025, e segna il decimo giro più veloce in bacheca.
Leclerc chiude quarto; il pilota partito in pole position non vince la gara da cinque edizioni in questo appuntamento. Il monegasco ha solamente vinto una gara dopo sedici partenze dalla posizione al palo, nel Gran Premio di Monaco 2024. L'Aston Martin ottiene il miglior risultato dell'anno con la quinta posizione di Alonso, a punti in tredici delle sue ultime quattordici apparizioni nel Gran Premio d'Ungheria. La scuderia britannica, al miglior piazzamento dal Gran Premio d'Arabia Saudita 2024, sale al sesto posto nella classifica costruttori, e ottiene sedici punti, al miglior totale per la prima volta dal Gran Premio di San Paolo 2023. Per Bortoleto, sesto, è il miglior risultato in carriera e ottiene punti in tre delle ultime quattro gare. Per la Sauber, a punti da sei gare di fila, è il miglior risultato all'Hungaroring dal terzo posto di Nick Heidfeld nell'edizione 2007. Stroll è settimo; il canadese ha terminato in questa posizione per due volte nelle ultime tre gare. La Racing Bulls di Lawson è la vettura di proprietà della Red Bull con il miglior piazzamento, classificandosi all'ottavo posto. Il neozelandese è ottavo per la seconda gara di fila. Verstappen è nono; il campione del mondo non conclude a podio da quattro gare. Antonelli chiude decimo, a punti solamente per la seconda volta nelle ultime otto gare. Hadjar, undicesimo, ha ottenuto punti nelle ultime cinque gare solamente nella Sprint del precedente Gran Premio del Belgio. Hamilton è dodicesimo, posizione dal quale è partito. Per il britannico è il peggior risultato in questa gara dopo quindici stagioni. Hülkenberg non ottiene punti in Ungheria dalla gara del 2016, mentre le due vetture dell'Alpine sono le ultime classificate. Il ritiro di Bearman è l'unico nelle ultime due gare del campionato.
Norris, al trentottesimo podio in carriera, il dodicesimo del campionato e il quarto consecutivo, è il ventunesimo pilota diverso a vincere il Gran Premio d'Ungheria all'Hungaroring, il primo di nazionalità britannica dopo Hamilton nell'edizione 2020, e il secondo consecutivo alla guida della McLaren dopo il compagno di squadra Piastri nell'edizione precedente. Norris, secondo nelle ultime due edizioni, è il terzo vincitore diverso nelle ultime tre gare all'Hungaroring, e trionfa nel nono Gran Premio e circuito diverso. La McLaren segna la cinquantaseiesima doppietta della propria storia e la quarta in questo appuntamento, nonché consecutiva in Ungheria, oltre a essere la quarta di fila del 2025, per solamente la seconda volta di sempre dopo il 1988. È il primo costruttore a segnare quattro doppiette consecutive dopo la Mercedes che nel 2019 ne registrò cinque. Per la scuderia di Woking è anche la settima doppietta della stagione. Il team leader dei costruttori estende il record personale quale scuderia più vincente nel Gran Premio d'Ungheria, con tredici vittorie. La McLaren è il secondo costruttore nella storia del mondiale a figurare duecento vittorie dopo la Ferrari.
Bortoleto è premiato quale pilota del giorno per la seconda volta nel 2025. È stato il secondo più veloce Gran Premio d'Ungheria con la configurazione del tracciato in uso dall'edizione 2003, corso alla media di 192,942 km/h. La corsa, condotta da tre piloti, viene vinta per la nona volta dalla terza posizione (22,50%), e figura nove piloti a pieni giri. Norris, Piastri e Russell condividono il podio per la quarta volta, tutte in questo campionato. Per la terza volta l'australiano termina secondo dietro al compagno di squadra. Tre vetture motorizzate Mercedes figurano sul podio in questa gara per la seconda edizione consecutiva. Il Gran Premio segna il distacco più basso del campionato tra il vincitore e il secondo classificato in condizioni di bandiera verde, con 0"698. I meccanici della McLaren stabiliscono il primato stagionale di tempo per una sosta ai box in due occasioni, per Norris e per Piastri, con 1"94. Il precedente primato apparteneva ai meccanici della Ferrari che durante i Gran Premi d'Arabia Saudita e di Monaco registrarono un tempo di 2"00 per una sosta di Leclerc. Anche la Red Bull Racing batte il tempo della Ferrari, per una sosta di Tsunoda in 1"97. Piastri conduce il mondiale con nove punti di margine sul compagno Norris.
Sono stati cancellati 15 tempi dai commissari sportivi ai piloti per non aver rispettato i limiti della pista, durante la gara. Si sono visti cancellare il tempo tre volte Nico Hülkenberg (curve 1 e 7), due volte Pierre Gasly (curva 1), Andrea Kimi Antonelli e Franco Colapinto (curva 7), una volta Oliver Bearman (curva 14), Lando Norris e George Russell (curva 7), Lewis Hamilton (curva 4), Alexander Albon (curva 7) e Carlos Sainz Jr. (curva 2).

### Risultati
I risultati del Gran Premio sono i seguenti:
| Pos | Nº | Pilota                | Costruttore                  | Giri | Tempo/Ritiro | Griglia | Punti |
| --- | -- | --------------------- | ---------------------------- | ---- | ------------ | ------- | ----- |
| 1   | 4  | Lando Norris          | McLaren-Mercedes             | 70   | 1h35'21"231  | 3       | 25    |
| 2   | 81 | Oscar Piastri         | McLaren-Mercedes             | 70   | +0"698       | 2       | 18    |
| 3   | 63 | George Russell        | Mercedes                     | 70   | +21"916      | 4       | 15    |
| 4   | 16 | Charles Leclerc       | Ferrari                      | 70   | +42"560      | 1       | 12    |
| 5   | 14 | Fernando Alonso       | Aston Martin Aramco-Mercedes | 70   | +59"040      | 5       | 10    |
| 6   | 5  | Gabriel Bortoleto     | Kick Sauber-Ferrari          | 70   | +1'06"169    | 7       | 8     |
| 7   | 18 | Lance Stroll          | Aston Martin Aramco-Mercedes | 70   | +1'18"174    | 6       | 6     |
| 8   | 30 | Liam Lawson           | Racing Bulls-Honda RBPT      | 70   | +1'09"451    | 9       | 4     |
| 9   | 1  | Max Verstappen        | Red Bull Racing-Honda RBPT   | 70   | +1'12"645    | 8       | 2     |
| 10  | 12 | Andrea Kimi Antonelli | Mercedes                     | 69   | +1 giro      | 15      | 1     |
| 11  | 6  | Isack Hadjar          | Racing Bulls-Honda RBPT      | 69   | +1 giro      | 10      |       |
| 12  | 44 | Lewis Hamilton        | Ferrari                      | 69   | +1 giro      | 12      |       |
| 13  | 27 | Nico Hülkenberg       | Kick Sauber-Ferrari          | 69   | +1 giro      | 18      |       |
| 14  | 55 | Carlos Sainz Jr.      | Williams-Mercedes            | 69   | +1 giro      | 13      |       |
| 15  | 23 | Alexander Albon       | Williams-Mercedes            | 69   | +1 giro      | 19      |       |
| 16  | 31 | Esteban Ocon          | Haas-Ferrari                 | 69   | +1 giro      | 17      |       |
| 17  | 22 | Yūki Tsunoda          | Red Bull Racing-Honda RBPT   | 69   | +1 giro      | PL      |       |
| 18  | 43 | Franco Colapinto      | Alpine-Renault               | 69   | +1 giro      | 14      |       |
| 19  | 10 | Pierre Gasly          | Alpine-Renault               | 69   | +1 giro      | 16      |       |
| Rit | 87 | Oliver Bearman        | Haas-Ferrari                 | 48   | Sottoscocca  | 11      |       |

## Classifiche mondiali

### Piloti
| Pos | Pilota                | Punti |
| --- | --------------------- | ----- |
| 1   | Oscar Piastri         | 284   |
| 2   | Lando Norris          | 275   |
| 3   | Max Verstappen        | 187   |
| 4   | George Russell        | 172   |
| 5   | Charles Leclerc       | 151   |
| 6   | Lewis Hamilton        | 109   |
| 7   | Andrea Kimi Antonelli | 64    |
| 8   | Alexander Albon       | 54    |
| 9   | Nico Hülkenberg       | 37    |
| 10  | Esteban Ocon          | 27    |
| 11  | Fernando Alonso       | 26    |
| 12  | Lance Stroll          | 26    |
| 13  | Isack Hadjar          | 22    |
| 14  | Pierre Gasly          | 20    |
| 15  | Liam Lawson           | 20    |
| 16  | Carlos Sainz Jr.      | 16    |
| 17  | Gabriel Bortoleto     | 14    |
| 18  | Yūki Tsunoda          | 10    |
| 19  | Oliver Bearman        | 8     |

### Costruttori
| Pos | Costruttore                  | Punti |
| --- | ---------------------------- | ----- |
| 1   | McLaren-Mercedes             | 559   |
| 2   | Ferrari                      | 260   |
| 3   | Mercedes                     | 236   |
| 4   | Red Bull Racing-Honda RBPT   | 194   |
| 5   | Williams-Mercedes            | 70    |
| 6   | Aston Martin Aramco-Mercedes | 52    |
| 7   | Kick Sauber-Ferrari          | 51    |
| 8   | Racing Bulls-Honda RBPT      | 45    |
| 9   | Haas-Ferrari                 | 35    |
| 10  | Alpine-Renault               | 20    |

## Decisioni della FIA
Il pilota tedesco della Sauber, Nico Hülkenberg, è stato penalizzato di cinque secondi sul tempo di gara per essersi mosso dopo che il segnale dei quattro secondi era stato acceso, e prima che fosse dato il segnale di avvio, sulla griglia di partenza. La penalità è stata scontata in gara durante una sosta ai box. Charles Leclerc della Ferrari è stato penalizzato di cinque secondi sul tempo di gara e di un punto sulla superlicenza per essersi spostato due volte nel difendere la posizione da un tentativo di sorpasso del britannico George Russell della Mercedes alla curva 1. La posizione d'arrivo del monegasco non varia. Pierre Gasly dell'Alpine è stato penalizzato di dieci secondi sul tempo di gara e di due punti sulla superlicenza per aver causato una collisione con lo spagnolo Carlos Sainz Jr. della Williams alla curva 4. Il francese, diciassettesimo all'arrivo, scala di due posizioni. Il giapponese Yūki Tsunoda della Red Bull Racing non riceve sanzioni da parte dei commissari per aver forzato fuori dal tracciato Hülkenberg in fase di duello, alla curva 1.
Al termine della gara, Max Verstappen della Red Bull Racing e Lewis Hamilton della Ferrari vengono convocati dai commissari sportivi in quanto l'olandese ha forzato il britannico fuori dal tracciato alla curva 4, in fase di duello. Verstappen non riceve sanzioni.